# 한국유아체육협회
한국유아체육협회(韓國幼兒體育協會)는 1999년 4월에 설립된 대한민국의 단체이다. 소재지는 서울특별시 서초구 효령로55길 15에 위치하고 있다.

## 개요
사회일반의 이익에 공여하기 위해 공익법인의 설립 운영에 관한 법률의 규정에 따라 유아체육에 관한 이론 및 실제를 조서 연구한 것으로 유아체육을 정착 발전시켜, 명량한 사회를 이룩하는데 기여함을 목적이다.

## 주요 사업
- 유아를 대상으로 한 사회체육활동 전개
- 사회체육으로 유아체육 활성화를 위한 신체활동프로그램 개발 및 연구
- 육성 및 관리
- 국제교류
- 회원 강습회 및 세미나 개최
- 교재편찬
- 기타 본회의 목적달성을 위해 필요한 사업

## 조직
- 회장
- 부회장
- 자문위원
  - 총회
- 감사
  - 이사회
- 사무총장
  - 연수부
    - 본부
    - 시.도 연수원
    - 협력대학 및 연수원
    - 파견연수기관

  - 총무부
    - 총무, 경리

  - 학술연구부
    - 국내, 국제
      - 유아체육분과
      - 유아무용분과
      - 유아영어발레분과
      - 유아마사지분과
      - 유아레크레이션분과

## 교통편
- 서울 도시철도 3호선 남부터미널역

## 같이 보기
- 한국생활체육지도자협회
- 한국유소년스포츠협회